# L'Avvisatore Marittimo
L'Avvisatore Marittimo è un settimanale marittimo italiano, con sede a Genova collegato a Il Secolo XIX e come esso edito dalla Blue Media S.r.l. che fa capo al 100% alla società svizzera Multi Investment Holding SA, una holding di partecipazioni finanziarie presieduta da Diego Aponte, del Gruppo MSC.

## Storia
Sin dagli ultimi decenni dell'Ottocento era stato installato sul colle di Carignano, a Genova, un posto di osservazione dotato di cannocchiale per avvistare le navi in entrata e in uscita dal porto. Le informazioni così raccolte venivano ciclostilate e distribuite da fattorini in bicicletta agli abbonati: armatori, spedizionieri, assicuratori navali.
Nel 1919 l'Avvisatore divenne un vero e proprio quotidiano, contenente l'elenco delle navi entrate e uscite dal porto di Genova, le previsioni di arrivo, le merci imbarcate e sbarcate. Era stampato in una propria tipografia.
Fra il 1940 e il 1945 sospese l'attività a causa della seconda guerra mondiale che aveva interrotto i commerci. Successivamente riprese la pubblicazione quotidiana, che fu mantenuta per decenni.
L'Avvisatore ha sede a Genova, ma riporta le notizie di sedici porti italiani: Ancona, Cagliari, Civitavecchia, Gioia Tauro, La Spezia, Livorno, Marina di Carrara, Napoli, Palermo, Ravenna, Salerno, Savona, Taranto, Trieste e Venezia.
È disponibile in versione cartacea e in versione digitale.
Gli orari di ingresso/uscita dai porti indicati sull'Avvisatore Marittimo sono considerati attendibili come prove nei tribunali.